# Pseudoderopeltis abbreviata
Pseudoderopeltis abbreviata es una especie de cucaracha del género Pseudoderopeltis, familia Blattidae.

## Distribución
Esta especie se encuentra en Mozambique y Zimbabue.